# Wilfred Jacobs
Sir Wilfred Ebenezer Jacobs (19. oktober 1919 – 11. marts 1995) var en jurist og politiker fra Antigua og Barbuda, der var Antigua og Barbudas 1. generalguvernør fra 1981 til 1991. Før han blev generalguvernør var han Antiguas guvernør fra 1967 til 1981.